# Единая глубоководная система Европейской части России

Единая глубоководная система Европейской части России (ЕГТС) — система внутренних водных путей России протяжённостью 6500 километров, связывающая Белое море, Балтийское море, Онежское и Ладожское озёра, реки Волга, Москва, Кама, Дон, Каспийское и Азовское моря. Образована комплексом из 741 гидротехнического сооружения, входящего в Волжско-Камский каскад ГЭС, каскад гидроузлов реки Дон, Волго-Донской и Волго-Балтийский и Беломорско-Балтийский каналы, которые помимо пропуска судов и выработки электроэнергии, решают комплексные задачи водоснабжения, обводнения рек, поддержания напорного фронта водохранилищ, защиты территории и населения от техногенных катастроф и паводков. Гарантированные глубины на всем протяжении ЕГТС не менее 4,5 метров, что позволяет проходить по ней не только речным судам и судам класса река-море, но и небольшим морским судам, в том числе военным кораблям и подводным лодкам в надводном положении или в док-баржах.

## История

#### Первые водные транспортные пути России
Сообщение по рекам в условиях России с древних времён было самым удобным и дешёвым. Строить в лесисто-болотистой местности и поддерживать в хорошем состоянии сухопутные дороги при относительно небольшом, разбросанном на огромной территории населении, было невозможно, а реки давали естественный водный путь летом и хороший по льду зимой. По рекам двигались воинские отряды и купеческие караваны, Волга и Кама с их обширным общим бассейном площадью 1,5 миллиона квадратных километров и выходом через Каспийское море в Персию, давно стали важнейшей торговой магистралью Руси. Вверх по Волге поднимались караваны с солью и пряностями, вниз шли с пушниной и лесом. Второй путь из верховьев Волги в верховья Камы связывал торговый запад Руси с богатыми ресурсами Урала.

#### Начало гидростроительства в России
Во второй половине XVI века, предположительно в 1569 году, турецкий султан Селим II попытался соединить Дон и Волгу искусственным каналом, который планировал использовать в военных целях, однако задача оказалась слишком сложной для того периода и канал остался недостроенным. Тем не менее, это первая известная попытка создания крупных гидросооружений в волжском бассейне.
Разносторонние реформы Петра I дали сильный толчок развитию гидростроительства в России. С выходом Российского государства на Балтику, Пётр задумал связать единым водным путём Балтийское море и Волгу. Его повелением в 1701 году в Москве открывается первая школа инженеров, в которой, в числе прочих, изучается и «слюзное (шлюзное) дело», а в 1708 году была издана «Книга о способах, творящих водохождение рек свободнее», тем самым гидротехника была поставлена на прочную научную основу. Во времена Петра под руководством инженера Михаила Сердюкова в 1703 году была создана Вышневолоцкая система гидросооружений, впервые соединившая водным путём Волжско-Камский бассейн с Балтийским морем через реки Тверца, Цна и искусственный канал со шлюзами.
В 1700—1707 годах, через небольшие речки Упа, Шат и Ивановское озеро был построен канал с 20 шлюзами, соединивший реки Дон и Ока и впервые объединивший водным путём Волжско-Каспийский бассейн с бассейном Чёрного моря. Однако после захвата турками Азова и закрытия выхода через Дон в Чёрное море, канал потерял своё значение и вскоре был заброшен, пропустив только 300 судов. Ещё ряд проектов гидротехнических систем с каналами и шлюзами после смерти Петра остались незавершёнными и гидростроительство в России замерло почти на 100 лет.
В 1803 году была создана Березинская водная система, соединившая реки Днепр и Западная Двина, в 1810 году создана Мариинская водная система, соединившая Волгу через её приток, реку Шексна, с Балтийским бассейном, а в 1811 году — Тихвинская водная система, соединившая Волгу через её приток, реку Молога, с Балтийским бассейном. В 1825—1834 годах была создана первая водная система Москва — Волга, которая проработала до 1860 года и была закрыта, не выдержав конкуренции с новой железной дорогой Петербург — Москва.
В 1910 году молодой самарский инженер К. В. Богоявленский разработал план спрямления Самарской луки на Волге через русло реки Усы и искусственный канал, который за счёт перепада высот давал возможность вырабатывать энергию и одновременно сократить судоходный путь на 130 км. В отличие от предшествующих, проект Богоявленского был комплексным, поскольку решал не только транспортную, но и энергетическую проблемы, однако в 1912 году «Русское техническое общество» отвергло его почти без обсуждения: испугали затраты на строительство и переселение деревень, многие считали, что перегородить Волгу вообще невозможно — она снесёт все преграды. Начавшаяся вскоре Первая мировая война затормозила развитие идеи, тем не менее, Богоявленский упорно продолжал изыскания в инициативном порядке даже во время Гражданской войны, когда в этих местах шли бои.

#### Проект «Большая Волга»
Значительное качественное развитие гидростроительство получило в советский период, когда коренным образом были модернизированы существующие и построены новые крупные гидросооружения, объединённые в единый комплекс, связанный с Единой энергосистемой страны.
СССР, после Китая, занимал второе место в мире по запасам гидроэнергетических ресурсов. Общая мощность крупных, а также частично средних и малых рек страны оценивалась в 340 ГВт (248 ГВт из них приходилось на РСФСР, 27 ГВт — на Таджикистан, по 15 ГВт на Казахстан и Киргизию, 11 ГВт — на Грузию). К 1917 году все гидроэлектростанции России вырабатывали около 16 МВт электроэнергии.
Толчком для развития системы стал план ГОЭЛРО, принятый в 1921 году. В программе «Б» плана, предусматривалось строительство 30 новых электростанций, 10 из которых были гидроэлектрическими, однако они были относительно небольшой мощности и решали, в основном, энергетическую проблему, располагаясь по окраинам России вне Волжско-Камского бассейна. Это были: Волховская ГЭС (1926 г.), Бозсуйская ГЭС (Узбекистан, 1926 г.), Ереванская ГЭС (Армения, 1926 г.), Земо-Авчальская ГЭС (Грузия, 1927 г.). Особняком стояла крупнейшая ГЭС, из построенных по плану ГОЭЛРО и ставшая крупнейшей в Европе — Днепровская (Украина, 1932 г.). ДнепроГЭС сразу показал свою эффективность. Его электроэнергия была дешёвой, работа мощных электрогенераторов не требовала постоянной добычи и подвоза топлива, одновременно с этим, углубление реки, вызванное плотиной, значительно улучшило условия судоходства на Днепре. К 1936 году общая мощность гидроэлектростанций СССР достигла 771,3 МВт.
В начале 1920-х одновременно с появлением плана ГОЭЛРО возрождается проект Самарского гидроузла от К. В. Богоявленского, в разработке которого активное участие принимает инженер А. В. Чаплыгин. Проект получает название «Волгострой» и первоначально вызывает много споров в различных ведомствах, долго не доходя до практической реализации. В основном это было вызвано тем, что по сути он решал региональные проблемы, будучи дорогим и в то же время оторванным от общегосударственных планов, а Волга традиционно рассматривалась как важная транспортная артерия государства. Продолжение изыскательских работ вскоре показало что одним «Волгостроем» волжских проблем не решить и А. В. Чаплыгин разрабатывает комплексный проект реконструкции всего Волжско-Камского бассейна, который получил наименование «Большая Волга».
Проект решал три основные проблемы:
- Транспортную. Ежегодное обмеление Волги было замечено уже в конце XIX века, а судоходство из года в год росло. Комплекс гидроузлов позволял увеличить судоходные глубины до 3,5 м на всем протяжении водного пути, включая глубоководные выходы к Москве и Балтийскому морю. Это позволяло применять более экономичные крупнотоннажные суда. Дополнительную экономию давало спрямление фарватера на изгибах и уменьшение скорости течения.
- Энергетическую. Набирающая обороты индустриализация в СССР, требовала все большее количество дешёвой и удобной электроэнергии, которую могли дать волжские ГЭС.
- Ирригационную. Обширные хлебородные районы степного Поволжья, периодически страдали от опустошительных засух (30 — 40 лет в столетие). Подъём уровня Волги и наличие электроэнергии, позволяли сделать ирригацию этих районов, избавиться от засух и поднять урожайность в 2 раза.

Первоначально предусматривалось сооружение 6 гидроузлов на Волге и 3 на Каме с высотой плотин от 10 до 25 метров. Осуществление всего проекта оценивалось в 12 миллиардов рублей и могло быть сделано только поэтапно. Совет Народных Комиссаров, постановлением от 27 марта 1932 г. наметил очерёдность постройки. Первыми по плану возводились Ярославская ГЭС, Горьковская ГЭС и Пермская ГЭС, в работе широко использовался опыт уже запущенного в эксплуатацию ДнепроГЭСа.

#### Довоенное гидростроительство на Волге
Освоение каскада Волжских гидроэлектростанций началось с XVII съезда ВКП(б) (1934 г.), на котором, был утверждён второй пятилетний план развития (1933-1937 гг.). Несмотря на это, дискусия о принципах освоения Волги продолжалась. Учитывая малый уклон и широкую пойму реки, рассматривался вариант каскада низконапорных ГЭС сезонного действия и вариант постоянно действующих ГЭС с большими регулирующими ёмкостями. Победила вторая точка зрения, как дающая более стабильную и качественную энергию в условиях единой энергосистемы страны. Проекты, планы и сроки возведения гидроузлов Большой Волги неоднократно изменялись и перерабатывались.
Первой в Волжском каскаде стала Иваньковская ГЭС (1937 г.), построенная в рамках проекта канала Москва — Волга. В 1935 году ЦК ВКП(б) принимает решение о строительстве новых гидроузлов на верхней Волге, создаётся «Волгострой» и разрабатываются проекты Угличской и Шекснинской ГЭС). Начальником Волгостроя назначается Я. Д. Рапопорт, возглавляет проектирование профессор В. Д. Журин — главный инженер Волгостроя, техническое обоснование проекта выполняет начальник технического сектора Г. А. Чернилов. В мае 1938 г., при участии Госплана СССР, составлены и утверждены Экономическим Советом при Совнаркоме СССР технический проект и смета строительства, общие капиталовложения составили около 2 миллиардов руб.
Волгострой стал крупнейшей стройкой СССР второй и третьей пятилеток а Рыбинское водохранилище площадью 4817 кв. км. одним из самых больших водохранилищ планеты, в ходе его создания было затоплено густонаселённое Молого-Шекснинское междуречье, переселено на новые места 17 173 хозяйств, 493 населённых пункта, 7 городов с населением более 100 тысяч человек, перенесено сотни километров дорог, десятки мостов, обвалованы города Пошехонье-Володарск и Мышкин.
Несмотря на то, что строительство Угличского и Шекснинского гидроузлов к началу Великой Отечественной войны не было закончено полностью, они сыграли огромную роль в обороне страны, вырабатывая электроэнергию для оборонных предприятий Московской, Ярославской, Ивановской и Горьковской областей в условиях, когда тепловые электростанции стояли из за перебоев с подвозом топлива. Волгострой был возобновлён постановлением Государственного Комитета Обороны от 15 августа 1944 года.
Начатое в 1937 году строительство Куйбышевской ГЭС остановилось осенью 1940 года в связи с обнаружением в районе нефтеносных площадок.

#### Послевоенное гидростроительство на Волге и Каме
- Камская ГЭС (1954)
- Нижегородская ГЭС (1955)
- Жигулевская ГЭС (1956)
- Волжская ГЭС (1958)
- Воткинская ГЭС (1961)
- Нижнекамская ГЭС (1979)
- Чебоксарская ГЭС (1980)[9].

## Состав

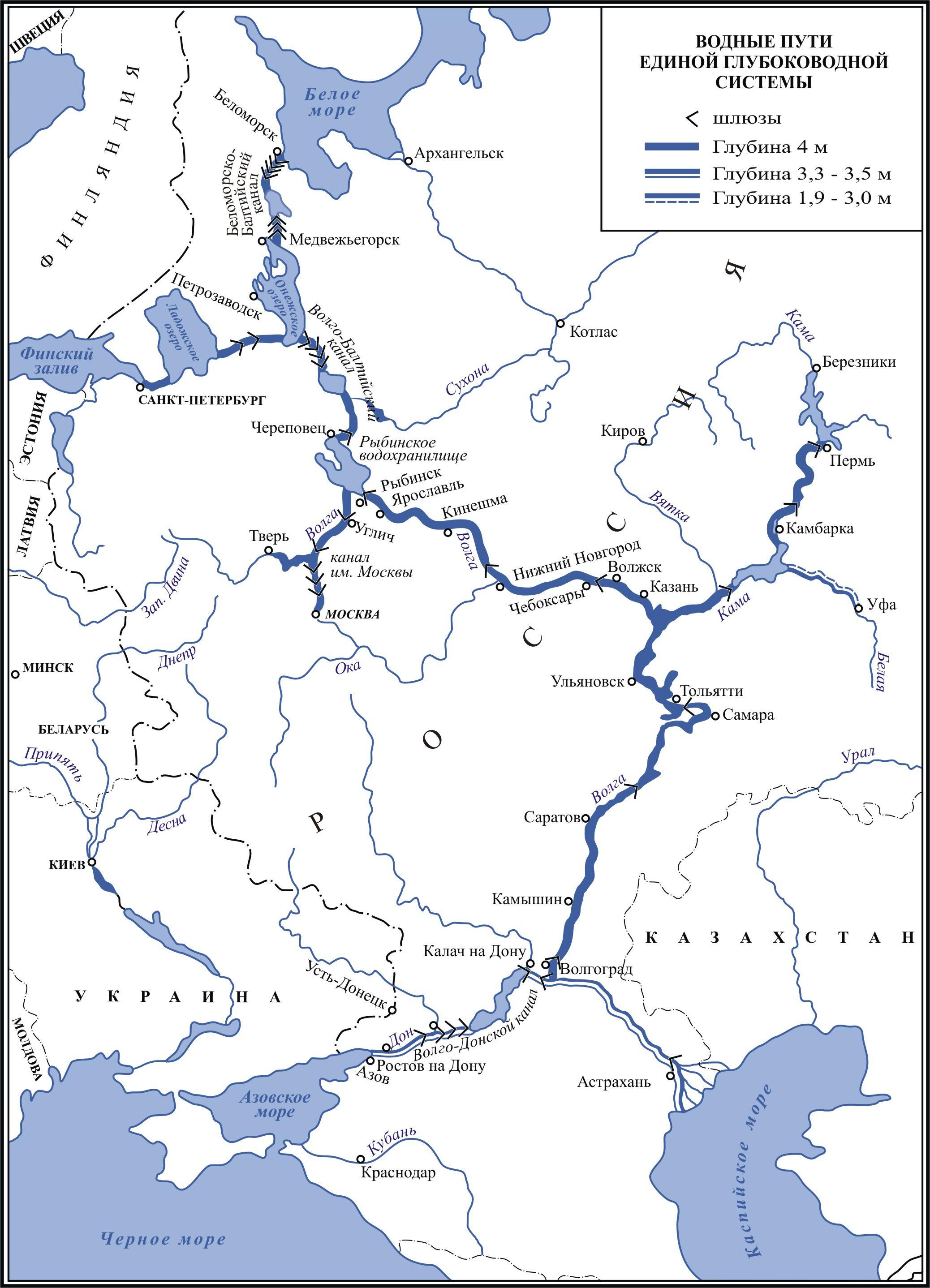
Организация системы

Единая глубоководная система Европейской части России состоит из следующих водных путей:
- река Нева
- Ладожское озеро
- река Свирь
- Онежское озеро
- Беломорско-Балтийский канал
- Волго-Балтийский водный путь
- Канал имени Москвы
- река Волга
- река Кама
- река Белая (Агидель)
- Волго-Донской канал
- река Дон

## Влияние на окружающую среду
В 1999 году через Единую глубоководную систему гребневик мнемиопсис заселил Каспийское море. Его размножение привело к сокращению численности кильки на 60 %, что, в свою очередь, привело к сокращению популяции осетровых и тюленей.
Всего, по данным ФГУП «КаспНИРХ», в результате судоходства в XX веке в Каспийское море проникло около 60 чужеродных видов растительных и животных организмов, что привело к значительным изменениям экосистемы.